# José Luis Corral
José Luis Corral Lafuente (Daroca, 13 de julio de 1957) es un historiador, catedrático de universidad y escritor español.

## Biografía
José Luis Corral es catedrático de Historia Medieval en la Universidad de Zaragoza desde 2020 y anteriormente profesor titular de Historia de Aragón y de Historia del Islam en la misma Universidad. Como medievalista, ha centrado su labor investigadora en la España musulmana y en la historia de Aragón. Es también autor de novelas históricas.
Ha dirigido diversos programas de radio y televisión de divulgación histórica. Es colaborador regular en prensa y en programas de radio y televisión. Fue asesor histórico de la película 1492: La conquista del paraíso de Ridley Scott.
Fue presidente de la Asociación Aragonesa de Escritores (AAE) desde su fundación hasta noviembre de 2016.

## Premios y reconocimientos
En 1992 obtuvo la medalla de plata en el XXXIV Festival Internacional de Vídeo y Televisión de Nueva York como director histórico de la serie Historia de Aragón en vídeo.
En 2015 fue elegido "Aragonés del año" por los lectores de El Periódico de Aragón en la sección de Cultura.
En 2017 obtuvo el Premio de las Letras Aragonesas.

## Novelas
- El salón dorado (1996)
- El amuleto de bronce (1998)
- El corazón rojo (1998)
- El invierno de la corona (1999)
- El Cid (2000)
- Trafalgar (2001)
- Numancia (2003)
- El número de Dios (2004)
- ¡Independencia! (2005)
- El caballero del templo (2006)
- Fulcanelli, el dueño del secreto (2008)
- El rey felón (2009)
- El espejo griego (2009) (reedición)
- Los tres amigos (2009)
- Fátima, el enigma de las apariciones (2009)
- El amor y la muerte (2010)
- La prisionera de Roma (2011)
- El Códice del Peregrino (2012)
- El médico hereje (2013)
- El trono maldito (2014)
- Los Austrias. El vuelo del Águila (2016)
- Los Austrias II. El tiempo en sus manos (2017)
- Batallador, con Alejandro Corral (2018)

## Obras historiográficas
- Historia de Daroca (1983)
- Las ferias de Daroca (1984)
- La formación territorial. Historia de Aragón (1985)
- La cultura islámica en Aragón (1986)
- La Comunidad de aldeas de Daroca en los siglos XIII y XIV (1987)
- Guía de Daroca (1987)
- Historia de Aragón (1992)
- Zaragoza musulmana. Historia de Zaragoza (1998)
- La seo del Salvador. Catedral de Zaragoza (2000)
- Historia contada de Aragón (2000)
- Mitos y leyendas de Aragón (2002)
- La torre y el caballero. El ocaso de los feudales (2002)
- Historia universal de la pena de muerte (2005)
- Taller de historia. El oficio que amamos (2006)
- Breve historia de la Orden del Temple (2006)
- Una historia de  España (2008)
- Abdarrahman III y el califato de Córdoba (2008)
- ¿Qué fue la Corona de Aragón? (2010)
- El enigma de las catedrales (2012)
- La Comunidad de aldeas de Calatayud en la Baja Edad Media (2012)
- La Corona de Aragón: Manipulación, mito e historia (2014)
- Aragón. Reyes, reino y Corona (2014)
- Jesucristo y familia. Una visión histórica (2015)
- Los Austrias. Retrato de familia (2016)
- Historia y Arte de Aragón (2017)
- Misterios, secretos y enigmas de la Edad Media (2017)
- La Corona de Aragón (dtor) (2018)